# 호텔 등급

독일 뮌헨의 한 5성급 호텔의 등급 표기 'Superior'

호텔 등급(hotel rating)은 품질에 따라 호텔을 분류하는 데 종종 사용된다. 여행자에게 기대할 수 있는 기본 시설을 알리려는 초기 목적에서 호텔 평가의 목표는 전반적인 호텔 경험에 초점을 맞추는 것으로 확대되었다. 오늘날 '등급', '분류'라는 용어는 일반적으로 호텔을 분류하는 것과 동일한 개념을 가리키는 데 사용된다.
전 세계적으로 다양한 조직에서 사용하는 다양한 등급 체계가 있다. 많은 사람들이 별과 관련된 시스템을 가지고 있으며, 별 수가 많을수록 더 큰 사치를 의미한다. 포브스 트래블 가이드(Forbes Travel Guide, 구 Mobil Travel Guide)는 1958년에 성급(star) 시스템을 시작했다. AAA 및 관련 기관에서는 호텔 및 레스토랑 등급 수준을 표시하기 위해 별 대신 다이아몬드를 사용한다.
음식 서비스, 엔터테인먼트, 전망, 크기 및 추가 편의 시설과 같은 객실 변형, 스파 및 피트니스 센터, 접근 용이성 및 위치가 표준 설정에 고려될 수 있다. 호텔은 전통적인 시스템에 따라 독립적으로 평가되며 제공되는 시설에 크게 의존한다. 어떤 사람들은 숙박 시설의 질이 한 등급에 속할 수 있지만 엘리베이터와 같은 품목이 부족하여 더 높은 등급에 도달할 수 없는 소규모 호텔에는 이것이 불리하다고 생각한다.

## 같이 보기
- 미국 자동차 협회